# Teracotona frater
Teracotona frater là một loài bướm đêm thuộc phân họ Arctiinae, họ Erebidae.